# Ambulyx nubila
Ambulyx nubila är en fjärilsart som beskrevs av Huwe 1895. Ambulyx nubila ingår i släktet Ambulyx och familjen svärmare. Inga underarter finns listade i Catalogue of Life.